# Белая книга Черчилля (1922)
Белая книга Черчилля  — первая из шести Белых книг, выпущенных британскими правительствами и касающихся подмандатной Палестины. Имя «Белая книга» дано по названию правительственного документа, представляемого на утверждение британского парламента «White paper».

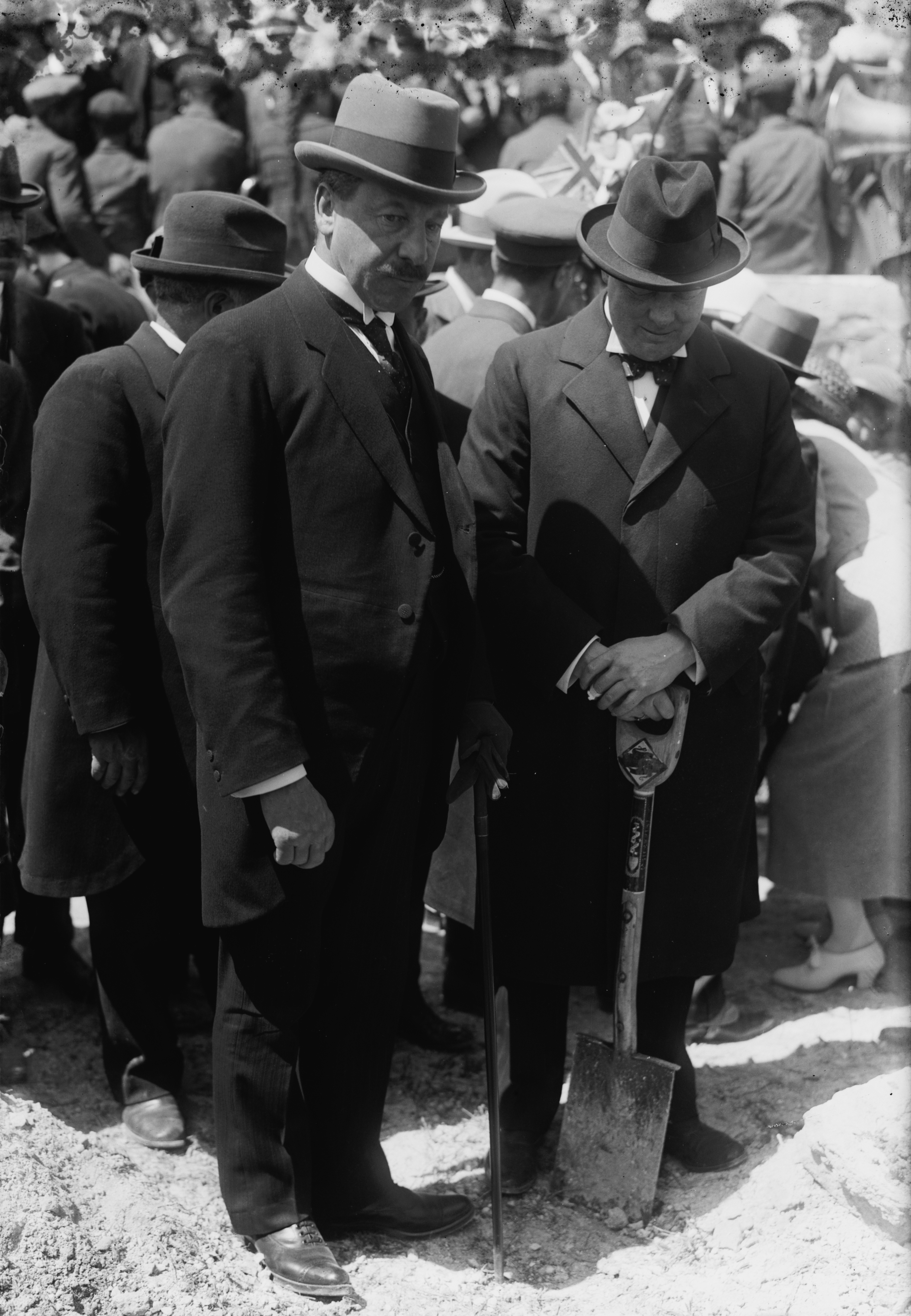
Уинстон Черчилль и верховный комиссар Палестины Герберт Самуэль во время визита в Палестину, 1921

## История
В начале 20-х гг. XX века усилилось сопротивление арабского населения Палестины британскому колониальному правлению в вопросе репатриации евреев в Эрец-Исраэль. В 1921 году с визитом в Палестину прибывает министр по делам колоний Уинстон Черчилль и арабы требуют от него отмены британским правительством Декларации Бальфура и полного запрета на репатриацию евреев. Выпущенная Черчиллем в 1922 году первая Белая книга является своего рода ответом не только на требования арабов и евреев по поводу Палестины, но и предлагает более широкое решение проблем на Ближнем Востоке, в том числе передачу Ирака свергнутому королю Сирии Фейсалу ибн Хусейну, а восточной части Палестины, под названием Трансиордания, его брату Абдалле.

## Содержание
В Белой книге 1922 года, английское правительство подтвердило свою поддержку Декларации Бальфура и решение о создании в Палестине еврейского государства. Вместе с тем в книге подчёркивалось, что палестинские арабы имеют полное право на проживание в Палестине и их права не будут ущемлены. Еврейская репатриация в Эрец-Исраэль будет ограничена по экономическим соображениям, а на восточной её части образовано арабское государство Трансиордания. Тем самым британское правительство поставило точку в идее создания Великого Израиля с одной стороны и Великой Сирии с другой.

## Реакция на книгу
Перед утверждением в парламенте, текст документа был представлен на рассмотрение членам
Всемирной сионистской организации и находившейся в то время в Лондоне делегации арабских шейхов. Руководство ВСО во главе с Хаимом Вейцманом поддержало текст Белой книги, арабы выступили против идеи создания «еврейского очага» в Палестине.